# Calvin Bassey
Calvin Bassey Ughelumba (ur. 31 grudnia 1999 w Aoście) – nigeryjski piłkarz angielskiego pochodzenia, urodzony we Włoszech. Występuje na pozycji środkowego obrońcy w angielskim klubie Fulham F.C..

## Sukcesy

### Rangers
- Mistrzostwo Szkocji: 2020/21
- Puchar Szkocji: 2021/22[4]